# Třída Reliance
Třída Reliance je třída kutrů Pobřežní stráže Spojených států amerických kategorizovaných jako Medium endurance cutter. Hlavním úkolem těchto plavidel je prosazování námořního práva a mise SAR na otevřeném moři. Obvyklá délka jedné patroly je šest až sedm týdnů, přičemž po třech týdnech je nutné doplnění paliva a zásob. V případě války je lze upravit na lehké protiponorkové fregaty. Celkem bylo postaveno 16 jednotek této třídy. Ve službě jsou od roku 1964. Nahradily přitom zastaralé kutry z období druhé světové války.
Prvních pět jednotek této třídy představovalo první americké válečné lodě s pohonným systémem koncepce CODAG. Zahraničními uživateli třídy jsou Srí Lanka a Kolumbie. U americké pobřežní stráže tuto třídu nahradí kutry třídy Heritage.

## Stavba
Celkem bylo v letech 1964–1969 do služby přijato 16 kutrů této třídy. Na stavbě této třídy se podílely loděnice Todd Shipyards v Seattlu (615–617), Cristy Corporation v Sturgeon Bay ve státě Wisconsin (618), US Coast Guard yards v Baltimoru (619–620, 628–630) a American Shipbuilding Company v Lorain ve státě Ohio (621–627).
Jednotky třídy Reliance:
| Jméno                       | Spuštění na vodu | Vstup do služby    | Status |
| --------------------------- | ---------------- | ------------------ | --- |
| USCGC Reliance (WMEC-615)   | 1963             | 20. června 1964    | Aktivní. |
| USCGC Diligence (WMEC-616)  | 1963             | 26. srpna 1964     | Aktivní. |
| USCGC Vigilant (WMEC-617)   | 1963             | 3. října 1964      | Aktivní. |
| USCGC Active (WMEC-618)     | 1965             | 17. září 1966      | Aktivní. |
| USCGC Confidence (WMEC-619) | 1965             | 19. února 1966     | Aktivní. |
| USCGC Resolute (WMEC-620)   | 1966             | 8. prosince 1966   | Aktivní. |
| USCGC Valiant (WMEC-621)    | 1967             | 3. listopadu 1967  | Dne 17. června 2025 byl převeden do rezervy. |
| USCGC Courageous (WMEC-622) | 1967             | 19. dubna 1968     | Vyřazena 19. září 2001. v září 2003 převeden kolumbijské pobřežní stráži jako Valle del Cauca (PO-44). |
| USCGC Steadfast (WMEC-623)  | 1967             | 25. září 1968      | Vyřazena 1. února 2024, po 56 letech služby u americké pobřežní stráže. Jako první kutr americké pobřežní stráže zabavil více než milion liber marihuany. Od posádky získal přezdívku „Bílý žralok“ (španělsky „El Tiburon Blanco“). Plánováno je předání plavidla Malajsijské pobřežní stráži. |
| USCGC Dauntless (WMEC-624)  | 1967             | 10. června 1968    | Aktivní. |
| USCGC Venturous (WMEC-625)  | 1967             | 16. srpna 1968     | Aktivní. |
| USCGC Dependable (WMEC-626) | 1968             | 22. listopadu 1968 | Aktivní. |
| USCGC Vigorous (WMEC-627)   | 1968             | 2. května 1969     | Aktivní. |
| USCGC Durable (WMEC-628)    | 1967             | 8. prosince 1967   | Vyřazena 20. září 2001. Od 21. dubna 2005 provozován Srílanským námořnictvem jako SLNS Samudura (P621). |
| USCGC Decisive (WMEC-629)   | 1967             | 23. srpna 1968     | Vyřazena 2. března 2023. |
| USCGC Alert (WMEC-630)      | 1968             | 4. srpna 1969      | Aktivní. |

## Konstrukce

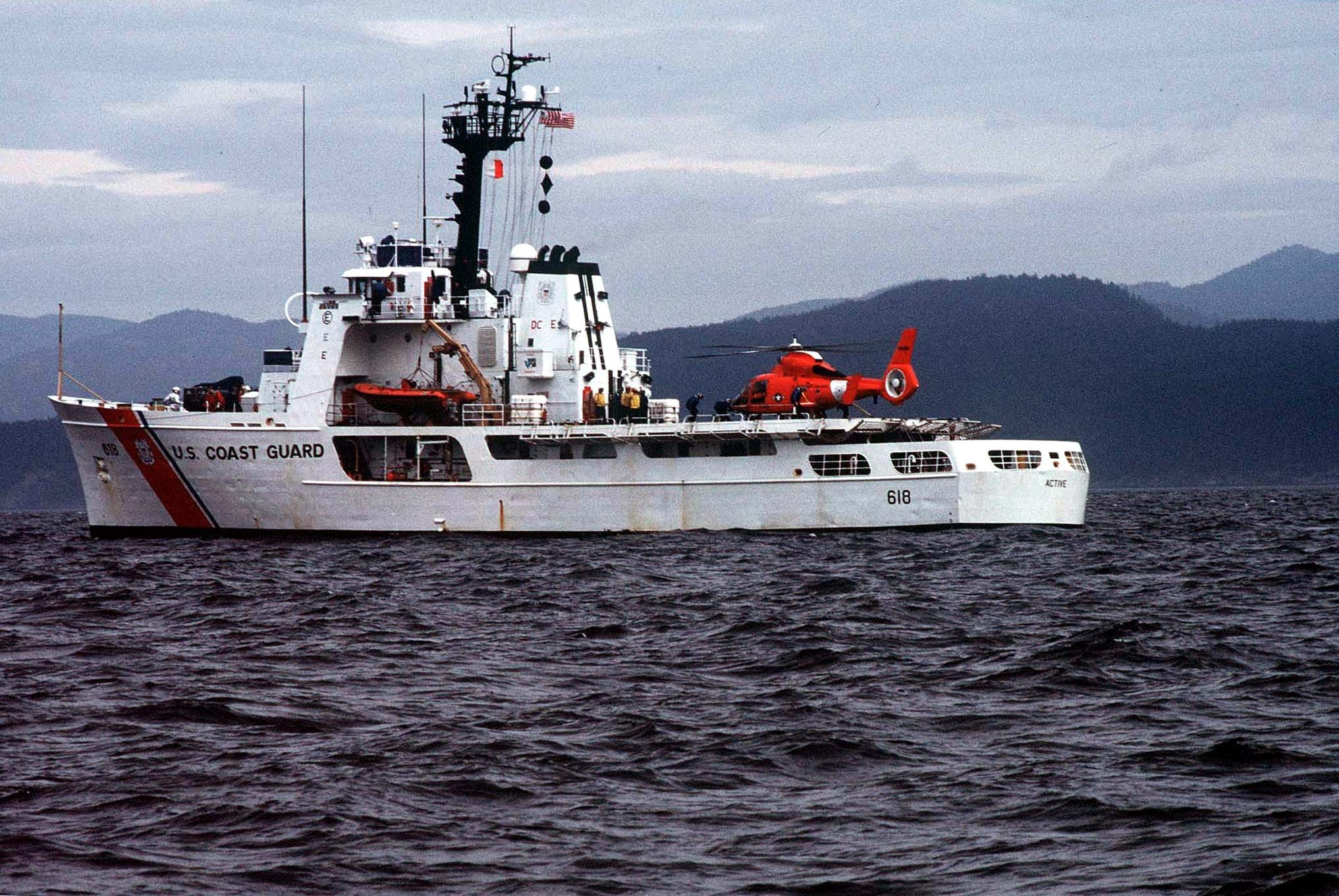
Active s palubním vrtulníkem

Po dokončení tvořil výzbroj jeden 76mm kanón OTO Melara Compact na přídi a dva 12,7mm kulomety M2HB. Na zádi se nachází přistávací plocha pro jeden vrtulník HH-65 Dolphin (speciální verze typu AS 365 Dauphin), loď však není vybavena hangárem.
Další vybavení mohlo být na kutry instalováno v případě války. Jednalo se o sonar SQS-17 (později SQS-36), další 12,7mm kulomety, vrhače a skluzavky hlubinných pum, nebo torpédomety pro vypouštění lehkých protiponorkových torpéd. V praxi však toto vybavení nikdy instalováno nebylo.
Z hlediska pohonného systému se třída dělila na dvě podskupiny. Prvních pět jednotek mělo pohon koncepce CODAG se dvěma diesely Cooper-Bessemer Corporation FVBM-12 a dvěma plynovými turbínami Solar Aircraft Company, pohánějící dva lodní šrouby. Zbylých 11 jednotek poháněla dvojice dieselů Alco 16V-251, každý o výkonu 2500 koňských sil, pohánějící dva lodní šrouby. Nejvyšší rychlost dosahuje 18 uzlů. Dosah je 2700 námořních mil.

### Modernizace

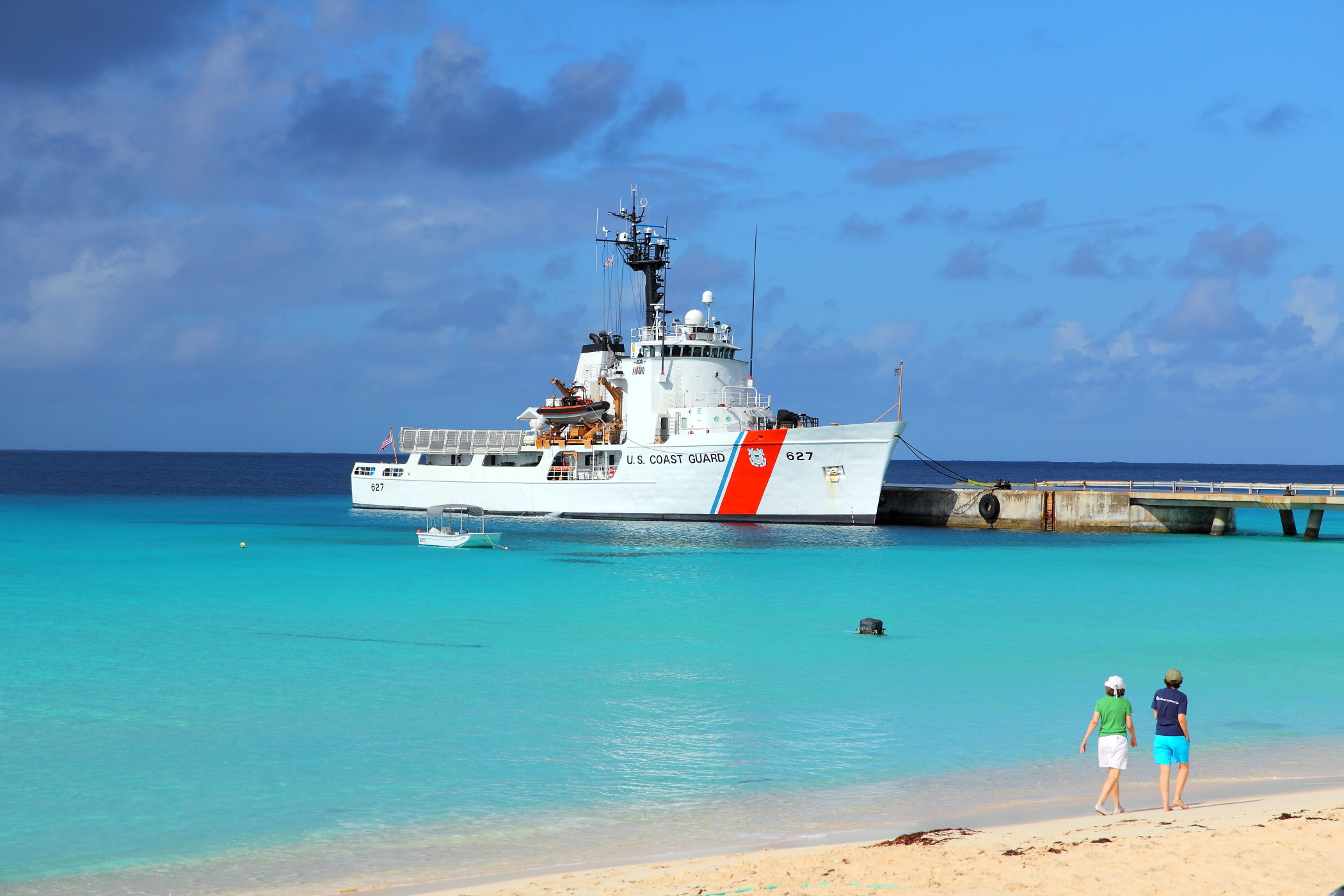
Vigorous s palubním vrtulníkem

V letech 1986–1997 všechny kutry prošly střednědobou modernizací v rámci programu MMA (Major Maintenance Availability). Všechna plavidla prošla generálkou, například došlo ke sjednocení jejich pohonu diesely Alco 16V-251, k vylepšení ubytovacích prostor posádky, ke zlepšení stability plavidel a k odstranění azbestu z interiérů. Dále byl upraven výfukový systém a modernizovány elektronické a komunikační systémy. Rovněž původní 76mm kanón nahradil 25mm kanón Mk 38 Bushmaster.